# Christine Seeman
Pour les articles homonymes, voir Seeman.
Christine Seeman (née le 7 juin 1956 à Brumath) est une athlète française, spécialiste des courses de demi-fond.

## Biographie
Elle est sacrée championne de France du 3 000 mètres en 1977 à Nevers alors qu'elle coure sous les couleurs de l'Unitas Brumath Saverne Athlétisme.
Son record personnel sur 3 000 m est de 9 min 30 s 5 (1978).